# Little Christmas Island
Little Christmas Island ist eine unbewohnte Insel in Australien.

## Lage und Beschreibung
Die Insel liegt an der Ostküste des australischen Bundesstaats Tasmanien etwa 90 Kilometer nordöstlich der Landeshauptstadt Hobart bei Little Swanport in der Glamorgan Spring Bay Municipality. Sie liegt auf der Westseite einer Bucht, die im Osten durch die Freycinet-Halbinsel von der Tasmansee getrennt ist, etwa auf der Höhe der Südspitze dieser Halbinsel. Die Insel ist etwa 100 Meter von der Küste Tasmaniens entfernt und bei Ebbe nur durch eine schmale seichte Wasserfläche von dem tasmanischen Festland getrennt.
Little Christmas Island ist durch ein Felsplateau aus Granit gebildet, das etwa 8 Meter über den Meeresspiegel hinausragt und an seinen Seiten steil zum Meer hin abfällt. Die Insel hat eine annähernd rechteckige Form mit einer Fläche von etwa 2 Hektar.

## Fauna und Naturschutz
Auf der Insel leben Wildkaninchen. Als hier brütende Vogelarten wurden der Zwergpinguin und der Rußausternfischer beobachtet.
Little Christmas Island ist Bestandteil der Little Christmas Island Nature Reserve. Dieses 2005 errichtete Naturschutzgebiet der IUCN-Kategorie Ia umfasst außer der Insel auch einen schmalen Streifen des die Insel umgebenden Meeres und hat insgesamt eine Fläche von etwa 5 Hektar.